# Low key

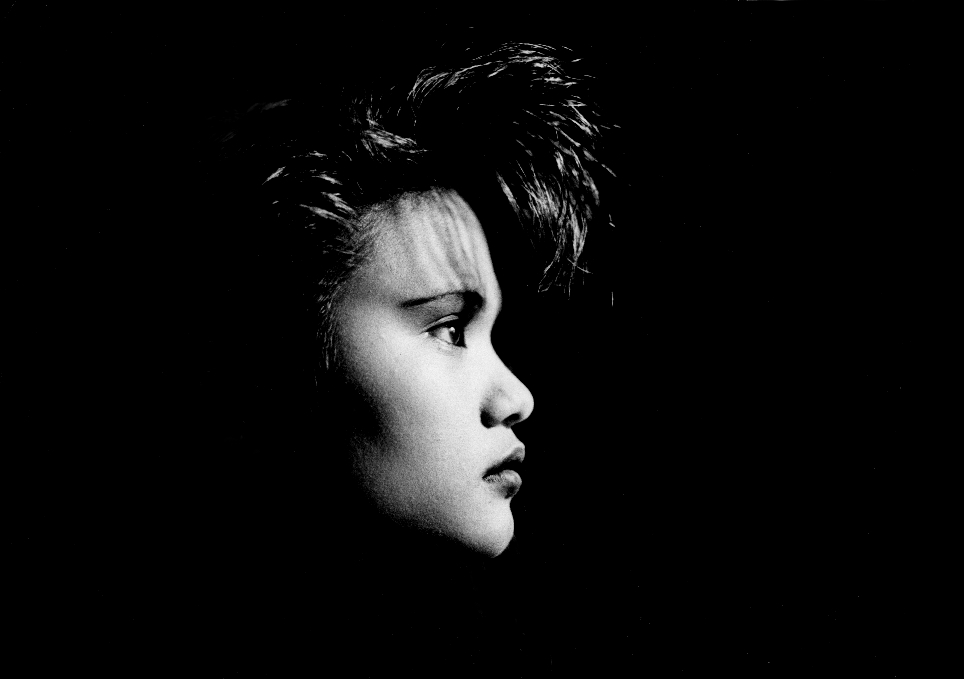
Portrét technikou low key

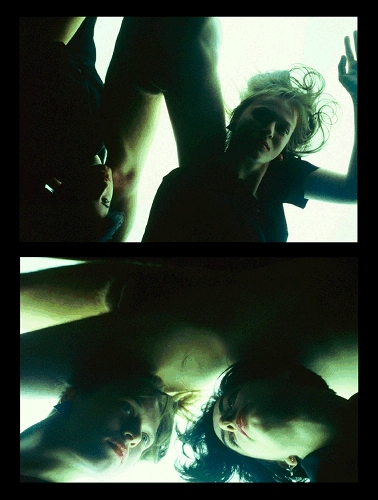
Alberto Terrile: Fluttuare, parte II ("Nadnášení, část 2"), 1979

Low key (čte se: lou kí, tmavá tonalita, nízký klíč, nízká tónina) osvětlení je styl nasvícení fotografické nebo filmové scény, vyznačující se převahou tmavých tónů a vysokým kontrastem mezi světlem a stínem. Podobá se šerosvitu v malbě.

## Popis
V tradiční černobílé fotografii se osvětlení skládá ze tří světel: hlavního, doplňkového (fill-in) a zadního. Hlavní světlo odhaluje kontury objektu, doplňkové prokresluje stíny a tím snižuje kontrast, zatímco zadní zdůrazňuje pozadí. Jako čtvrté může být použito ještě protisvětlo.
Vysoký kontrast činí snímky dramatičtější: zdůrazňuje jas slunce na poušti, lidské obličeje činí drsnější a starší, izoluje předměty od tmavšího okolí. U low key je toto žádoucí, proto se v něm doplňkové světlo používá zřídka. Poměr jasu světel a stínů zde dosahuje i 8:1, což je výrazně více než u osvětlení high key, kde se poměr může blížit 1:1.

## Historie
Metodu low key používal italský fotograf Alberto Terrile (* 1961). Celková atmosféra vzpoury proti pravidlům a touha experimentovat ho přivedla k realizaci série barevných portrétů metodou low key téměř monochromatických, ale s vyloženě červenými rty nebo modrýma očima. Orgány a obličeje jsou napěchované do jediného snímku, jako kdyby byl ponořen do vody nebo zabalen do akvária. Soubor Fluttuare (vzdouvat se, plavat, nadnášet se) je dobrým příkladem jeho raného stylu.

## Galerie

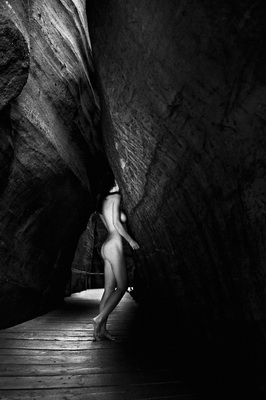
Adolf Zika: Guardian of souls, 2010
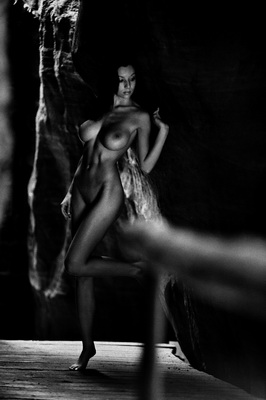
Adolf Zika: Dominatrix, 2010
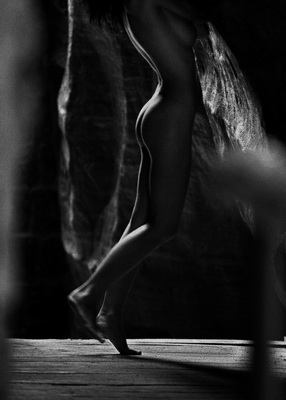
Adolf Zika: In the shadow of light, low key, 2010
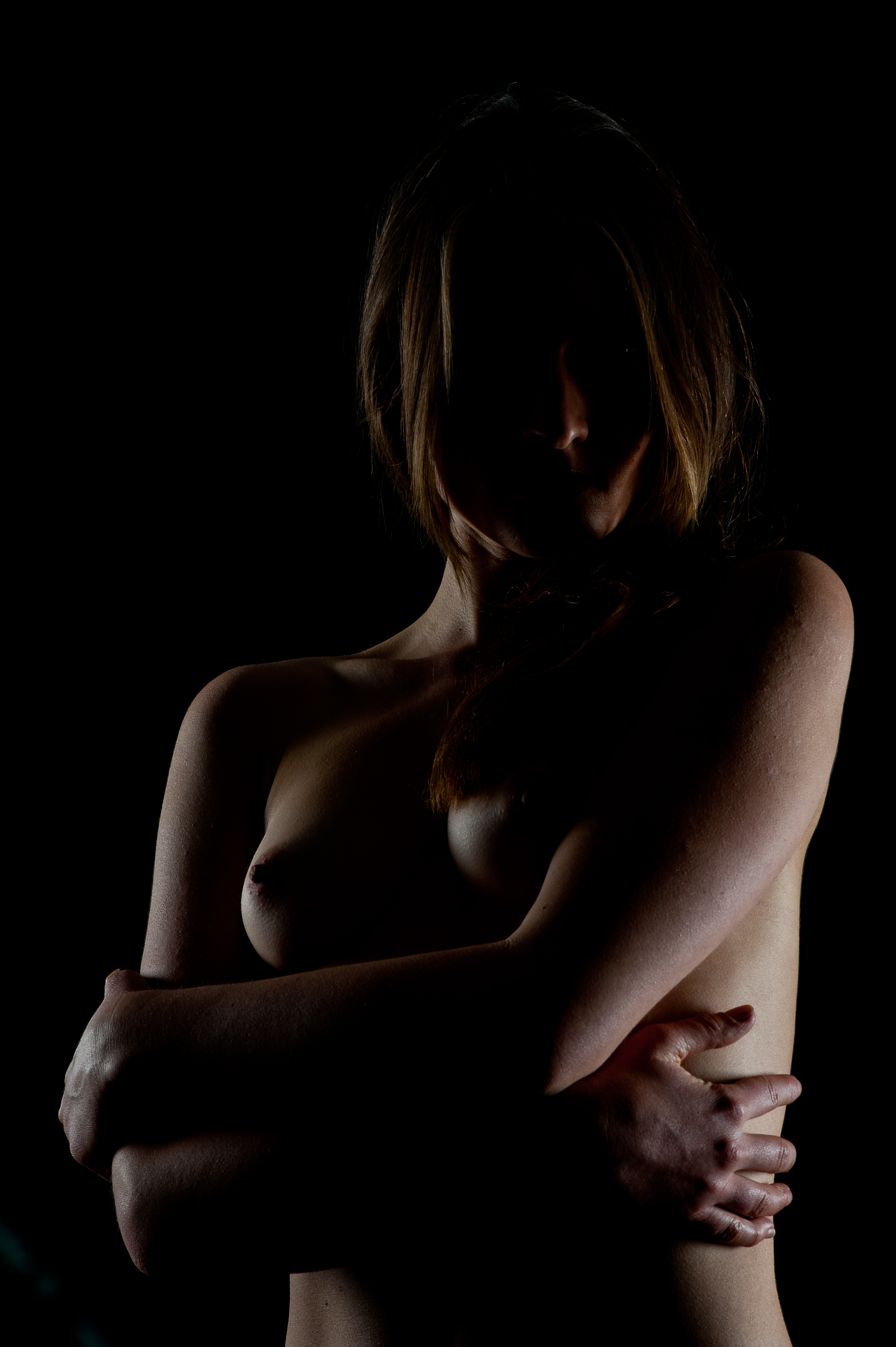
Barevné low key
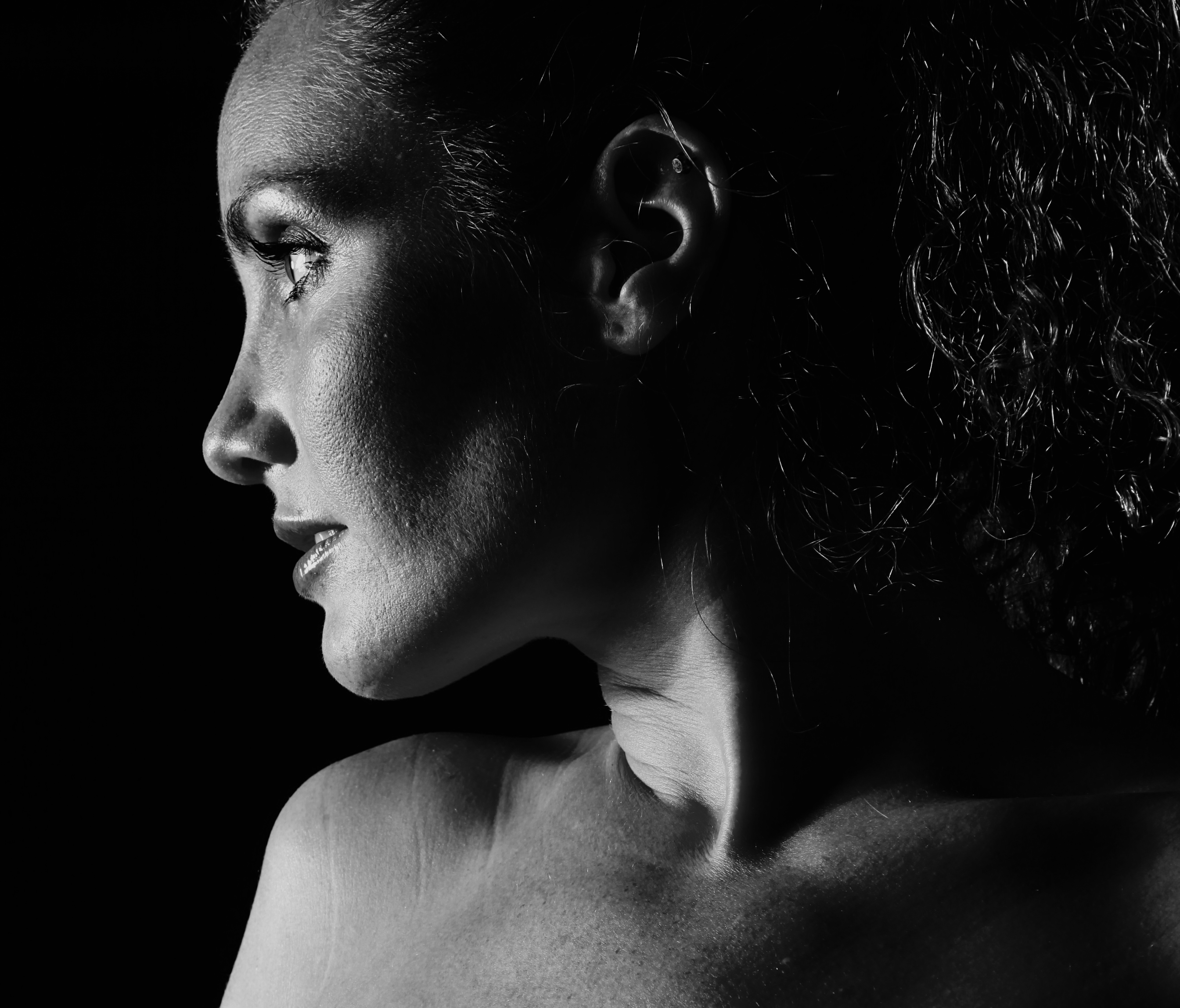
Gürkan Sengün: Nina, 2011